# البار (أسماء الله الحسنى)
البار

## لغويا
بارٍ     
بارٍ "مفرد": اسم فاعل من برَى. الباري: تخفيف البارئ، وهو من أسماء الله الحسنى بمعنى الخالِق.
‌والبار: اسم الفاعل من قولك: بر فهو بار، وبره بعباده: إنعامه وإفضاله عليهم.

## أسماء الله الحسنىوصفاته
إن الله هو البر والبار : سواء في نفس وجوده الكريم أو في صفاته ، أو في فعله البار الذي شرف كل موجود فكرمه في وجوده وبكل ما أنعم عليه ، وله سبحانه ظهور على كل الموجودات بالنعم العامة التي بها قوام كل موجود وما يوصله لهداه وغايته بأحسن صورة ممكنة ، نذكر البر الخالص للأبرار من الله البار.
قال أبو حيان التوحيدي: والبر أيضاً هو ‌البار فاعل البر، وفي صفات الله عز وجل أنه البر الرحيم، فكأن معنى الاشتقاق يجمع اللفظين إذا اعتبرت السعة.  
قال ابن الأثير: في أسماء الله تعالى "البر" هو العطوف على عباده ببره ولطفه. والبر والبار بمعنى، وإنما جاء ‌في ‌أسماء ‌الله ‌تعالى ‌البر ‌دون ‌البار.